# Tông tòa
Trong Kitô giáo, danh xưng Tông Tòa được dùng cho bất kỳ tòa Giám mục nào được sáng lập bởi một hoặc nhiều tông đồ của Chúa Giêsu. Người đứng đầu các tòa này được gọi là thượng phụ. Thượng phụ là người đứng đầu của các tín hữu thuộc nghi lễ ở mọi nơi trên thế giới. Ông có thẩm quyền cao cấp nhất trong giáo hội của mình. Đối với Giáo hội Công giáo Rôma, thượng phụ nghi lễ Latinh (Rôma) là chức giáo hoàng, và ông có thẩm quyền tối cao trên Giáo hội này.
Năm tông tòa lớn và quan trọng là:
- Rôma, tại Ý (bởi Thánh Phêrô và Thánh Phaolô Tông đồ)
- Constantinopolis, ngày nay là Istanbul ở Thổ Nhĩ Kỳ (bởi Thánh Anrê)
- Alexandria, ở Ai Cập (bởi Thánh Máccô, Tông đồ Thánh sử)
- Antioch, ở Thổ Nhĩ Kỳ (bởi Thánh Phêrô).
- Jerusalem, ở Thánh Địa (bởi Thánh Giacôbê)

Cách đặc biệt, ngày nay người ta dùng danh xưng tông tòa để chỉ về Tòa Thánh Vatican, khi nhìn nhận vai trò của vị Giám mục Rôma, kế vị thánh Phêrô.